# William Henry Sutherland
Pour les articles homonymes, voir William Sutherland et Sutherland.
Dr. William Henry Sutherland (19 novembre 1876-3 septembre 1945) est un homme politique canadien de la Colombie-Britannique. Il est député provincial conservateur de la circonscription britanno-colombienne de Revelstoke de 1916 à 1933 et de Columbia-Revelstoke de 1933 à 1937.

## Biographie
Né à Sea View à l'Île-du-Prince-Édouard, Sutherland étudie au Collège Prince of Wales de Charlottetown et la médecine à l'Université McGill. Il travaille ensuite comme chirurgien à l'hôpital Royal Victoria de Montréal. Il devient ensuite chirurgien divisionnaire du C.P.R. et s'établit ensuite à Kamloops. Sutherland devient président du Conseil de médecine de la Colombie-Britannique en 1909.
Il entame une carrière publique en servant comme maire de Revelstoke de 1912 à 1916.
Surtherland sert comme ministre des Travaux publics de 1922 à 1928.
Après la défaite libérale, il est chirurgien maison de l'Hôtel Vancouver.
Sutherland meurt à Vancouver à l'âge de 68 ans.